# 盧特曼 (密蘇里州)
盧特曼（英語：Lutman）是位於美國密蘇里州佩蒂斯縣的鬼鎮。

## 歷史
盧特曼的郵局於1892年設立，其後於1907年停運。

## 地理
盧特曼採用的時區為UTC-6，即北美中部時區（CST）。同時該地設有夏令時間，為UTC-6調快一小時，即UTC-5（CDT）。